# BNA: Brand New Animal
BNA: Brand New Animal (яп. BNA ビー・エヌ・エー, укр. ТНК: Тварина нового класу, АНЗ: Абсолютно Новий Звір) — аніме японської студії Trigger, від режисера Йо Йошінарі та сценариста Кадзукі Накашіми. Прем'єра серіалу відбулася 8 квітня 2020 року у блоці +Ultra телемережі Fuji TV. Перші шість епізодів вийшли на Netflix 21 березня 2020 року.